# Малых, Сергей Борисович
Серге́й Бори́сович Малых (род. 25 февраля 1958) — российский психолог, доктор психологических наук (2000), профессор (2005), академик Российской академии образования (2012), академик-секретарь отделения психологии и возрастной физиологии Российской академии образования (с 2015), заведующий лабораторией возрастной психогенетики (с 1993), член Президиума Российской академии образования (с 2015), член Президиума Высшей аттестационной комиссии при Миннауки РФ (2019), член Президиума Российского психологического общества (с 2007), «Почётный работник высшего профессионального образования Российской Федерации» (2007), «Почётный работник общего образования Российской Федерации» (2013).

## Биография
В 1979 году окончил отделение психологии Саратовского госуниверситета им. Н. Г. Чернышевского.
С 1979 по 1982 год — лаборант, ассистент кафедры педагогики и психологии Удмуртского госуниверситета им. 50-летия СССР
С 1982 по 1985 год обучался в аспирантуре НИИ общей и педагогической психологии АПН СССР (1982—1985).
С 1986 по 1993 младший научный сотрудник, старший научный сотрудник лаборатории генетической психофизиологии НИИ общей и педагогической психологии АПН СССР (ныне Психологический институт РАО)
С 1993 года заведует лабораторией возрастной психогенетики ФГБНУ «Психологический институт РАО».
С 1997 по 2011 гг. являлся проректором по научной работе Московского городского психолого-педагогического университета.
В 2011 году создал совместно с проф. Ю. Ковас (Голдсмитс, Университет Лондона) Российско-Британскую лабораторию психогенетики.
С 2002 по 2013 год — заместитель директора по научной работе Психологического института РАО
В 2014 году исполнял обязанности директора ФГБНУ «Психологический институт РАО».
С 2015 года возглавляет Отделение психологии и возрастной физиологии Российской академии образования.
В 1986 году защитил диссертацию «Индивидуальные особенности потенциалов мозга, связанных с движением, и роль генотипа в их формировании» на соискание ученой степени кандидата психологических наук по специальности 19.00.02.
В 2000 году защитил диссертацию "Генетические основы индивидуально-психологических различий: развитие и структура психологических и психофизиологических признаков"на соискание ученой степени доктора психологических наук по специальности 19.00.01.
В 2006 году был избран членом-корреспондентом Российской академии образования.
В 2012 году избран действительным членом Российской академии образования.
Почётный доктор Кыргызско-Российского Славянского университета (Кыргызская Республика).
Научный консультант лаборатории Interdisciplinary Research in Resilience and Cognition Laboratory Школы психологии Королевского университета Белфаста.
Научный консультант лаборатории International Laboratory for Interdisciplinary investigation into Individual Differences in Learning департамента психологии Голдсмитс университета Лондона.
Председатель Диссертационного совета по психологии Уральского Федерального университета (2020), заместитель председателя Диссертационного совета ФГБНУ «Психологический институт РАО» (с 2014), член диссертационного совета при факультете психологии МГУ имени М. В. Ломоносова (2019), член диссертационного совета по психологии Томского госуниверситета (2016), член диссертационного совета по психологии Южно-Уральского госуниверситета (2016), член экзаменационной комиссии по присуждению степени доктора философии (PhD) факультета психологии Голдсмитс Университета Лондона (2013 г) и Королевского колледжа Университета Лондона (2013 г).
Главный редактор журнала «Теоретическая и экспериментальная психология» с 2008 года.
Награждён медалью «В память 850-летия Москвы» (1997)
Награждён медалью К. Д. Ушинского (2007).

## Научная деятельность
Исследования С. Б. Малых направлены на изучение природы индивидуальных различий в психологических и психофизиологических характеристик человека, сложных процессов взаимодействия генетических и средовых факторов в ходе психического развития человека. В этих исследованиях проанализирован вклад генетических и средовых факторов в индивидуальные особенности когнитивных характеристик, темперамента, личностных характеристик, депрессивных переживаний, поведенческих и эмоциональных особенностей у детей на протяжении школьного детства. Выявлена роль генетических факторов в индивидуальных особенностях электроэнцефалограммы, вызванных потенциалов мозга и потенциалов мозга, связанных с движением, в ходе онтогенеза. Им с сотрудниками лаборатории был подготовлен первый в России учебник для ВУЗов «Основы психогенетики» (1998). За цикл исследований по теме «Отечественная психогенетика как область исследований и учебная дисциплина в высшей школе» С. Б. Малых с коллективом сотрудников удостоен премии Правительства РФ в области образования за 1998 год. Особое место в этих исследованиях С. Б. Малых занимают генетически информативные лонгитюдные исследования, которые позволяют оценить причинно-следственные отношения между исследуемыми характеристиками. В 1990-х годах при поддержке Международного научного фонда, Российского фонда фундаментальных исследований, Российского гуманитарного научного фонда было проведено Московское лонгитюдное близнецовое исследование направленное на изучение роли генетических и средовых факторов в развитии психологических и психофизиологических признаков. Исследования созданного им научного коллектива поддержаны грантом Президента РФ по государственной поддержке ведущих научных школ.
В 2011—2015 гг принимал участие в выполнении работ по созданию лаборатории мирового уровня в области когнитивных исследований и психогенетики в Томском государственном университете. Грант получен профессором Ю.Ковас (договор № 11.G34.31. 0043 от 19 октября 2011 г.) в рамках конкурса мегагрантов (Постановление Правительства РФ от 9 апреля 2010 г. № 220 «О мерах по привлечению ведущих ученых в российские образовательные учреждения высшего профессионального образования»). Проект направлен на изучение природы индивидуальных различий в когнитивных процессах, лежащих в основе математических способностей.
В последние годы основной фокус исследований направлен на изучение природы психологических характеристик, важных для образования. Результаты этих исследований опубликованы в 2016 году в коллективной монографии «Behavioural Genetics for Education». Это одна из первых книг, посвященных генетически информативным исследованиям в образовании.
В настоящее время им организовано и проводится масштабное лонгитюдное исследование («Кросскультурное лонгитюдное исследование успешности в обучении» / «Crosscultural Longitudinal Analysis of Student Success» — CLASS), направленное на изучение факторов и механизмов формирования успешности в обучении на протяжении всей школьной жизни ребёнка. Кросс-культурное лонгитюдное исследование направлено на весь период обучения ребёнка в школе — с 1 по 11 класс. В исследования принимает участие более 1300 школьников из России и более 1700 из Кыргызстана. В ходе исследования оцениваются различные характеристики когнитивного развития (интеллект, рабочая память, скорость переработки информации, чувство числа и др.), а также личностные черты, особенности мотивации, специфика восприятия школьником семейных отношений, образовательной среды школ. В этом проекте реализуется комплексная методология изучения факторов успешности в обучении, объединяющая в едином исследовании лонгитюдный, кросс-культурный и генетически информативный подходы. Сочетание этих методов в едином исследовании генерирует уникальные данные о факторах успешности в обучении и открывает новые возможности для понимания сложных процессов психического развития и обучения. Этот проект (руководитель проекта — Малых С. Б.) поддержан Российским научным фондом в рамках мероприятия «Проведение исследований научными лабораториями мирового уровня в рамках реализации приоритетов научно-технологического развития Российской Федерации».
С 2019 года С. Б. Малых проводит масштабное популяционное исследование когнитивных характеристик, эмоциональных и поведенческих проблем современных детей в ряде российских регионов.
Малых С. Б. опубликовал свыше 470 работ, результаты исследований неоднократно докладывались как на российских, так и международных конференциях. Исследовательские проекты поддержаны грантами Российского научного фонда, Российского фонда фундаментальных исследований, Российского гуманитарного научного фонда, Министерства образования и науки РФ, Федерального агентства по науке и инновациям РФ, Федерального агентства по физической культуре и спорту, ЮНЕСКО, Министерством здравоохранения Бельгии, Европейским научным фондом, Международным научным фондом, Королевским обществом Великобритании и др.

## Книги
1. Тихомирова Т. Н., Малых С. Б. Когнитивные основы индивидуальных различий в успешности обучения. — М.; СПб.: Нестор-История, 2017. — 312 с.
2. Геномика поведения: детское развитие и образование / под ред. Малых С. Б., Ковас Ю. В., Гайсиной Д. А.. — Томск: Издательский Дом Томского государственного университета, 2016. — 480 с.
3. Behavioural Genetics for Education / Kovas Y., Malykh S., Gaysina D. (Eds.). — Palgrave MacMillan, 2016. — 311 p.
4. Gene. Brain. Behavior / S.B. Malykh, A.M. Torgersen (Eds.). — Oslo, Moscow: RP PRESS, 22007. — 270 p.
5. Малых С. Б., Егорова М. С., Мешкова Т. А. Психогенетика. Учебник для Вузов. — Изд-во Питер, 2008. — Т. 1. — 406 с., Т. 2, 336 стр.
6. Малых С. Б., Егорова М. С., Мешкова Т. А. Основы психогенетики. — М.: Эпидавр, 1998. — 744 с.

## Статьи
1. Malykh S., Kuzmina Y., Tikhomirova T. Developmental Changes in ANS Precision Across Grades 1-9: Different Patterns of Accuracy and Reaction Time // Frontiers in Psychology. — 2021. — Vol. 12. — P. 950.
2. Feklicheva I., Zakharov I., Chipeeva N., Maslennikova E., Korobova S., Adamovich T., Ismatullina V., Malykh S. Assessing the Relationship between Verbal and Nonverbal Cognitive Abilities Using Resting-State EEG Functional Connectivity // Brain Science. — 2021. — Vol. 11, № 1. — P. 94. — doi:10.3390/brainsci11010094.
3. Tikhomirova T., Malykh A., Malykh S. Predicting Academic Achievement with Cognitive Abilities: Cross-Sectional Study across School Education // Behavioral Science. — 2020. — Vol. 10, № 10. — P. 158. — doi:10.3390/bs10100158.
4. Kazantseva A., Davydova Yu., Enikeeva R., Lobaskova M., Mustafin R., Malykh  S., Takhirova Z., Khusnutdinova E. AVPR1A main effect and OXTR-by-environment interplay in individual differences in depression level // Heliyon. — 2020. — Vol. 6, № 10. — P. e05240. — doi:10.1016/j.heliyon.2020.e05240.
5. Zakharov I., Tabueva A., Adamovich T., Kovas Y., Malykh S. Alpha Band Resting-State EEG Connectivity Is Associated With Non-verbal Intelligence // Frontiers in Human Neuroscience. — 2020. — 1 февраля (vol. 14). — P. 1—10. — doi:10.3389/fnhum.2020.00010. article 10
6. Kuzmina Y., Tikhomirova T., Lysenkova I., Malykh S. Domain-general cognitive functions fully explained growth in nonsymbolic magnitude representation but not in symbolic representation in elementary school children // PLoS ONE. — 2020. — Февраль (vol. 15, № 2). — P. e0228960.
7. Tikhomirova T., Kuzmina Y., Lysenkova I., Malykh S. The Relationship Between Non-symbolic and Symbolic Numerosity Representations in Elementary School: The Role of Intelligence // Frontiers in Psychology. — 2019. — Vol. 10. article 2724
8. Tikhomirova T., Kuzmina Y., Lysenkova I., Malykh S. Development of Approximate Number Sense across the Elementary School Years: a Cross-cultural Longitudinal Study // Developmental Science. — 2019. — Vol. 22. e12823
9. Малых С. Б., Малых А. С., Карунас А. С., Еникеева Р. Ф., Давыдова Ю. Д., Хуснутдинова Э. К. Молекулярно-генетические исследования когнитивных способностей // Генетика. — 2019. — Т. 55, № 7. — С. 741—754.
10. Rodic M., Cui J., Malykh S., Zhou X., Gynku E., Bogdanova E., Zueva D., Bogdanova O., Kovas Y. Cognition, emotion, and arithmetic in primary school: A cross-cultural investigation // British Journal of Developmental Psychology. — 2018. — Vol. 36. — P. 255—276.
11. White E., Garon-Carrier G., Tosto M., Malykh S., Li  X., Kiddle B., Riglin L., Byrne B., Dionne G., Brendgen M., Vitaro F., Tremblay R., Boivin M., Kovas Y. Twin classroom dilemma: To study together or separately? // Developmental Psychology. — 2018. — Vol. 54, № 7. — P. 1244—1254.
12. Tosto M. G., Petrill S. A., Malykh S., Malki K., Haworth C. M. A., Mazzocco M. M. M., Thompson L., Opfer J., Bogdanova O. Y., Kovas Y. Number sense and Mathematics: Which, When and How? // Developmental Psychology. — 2017. — Vol. 53, № 10. — P. 1924—1939.
13. Malanchini M., Tosto M. G., Garfield V., Dirik A., Czerwik A., Arden R., Malykh S., Kovas Y. Preschool Drawing and School Mathematics: The Nature of the Association // Child Development. — 2016. — Vol. 87, № 3. — P. 929—943.
14. Tosto M., Hanscombe K. B., Haworth C., Davis O., Petrill S., Dale P., Malykh S., Plomin R., Kovas Y. Why do spatial abilities predict mathematical performance? // Developmental Science. — 2014. — Vol. 17, № 3. — P. 462—470.